# 베를린 포이어바흐슈트라세역
베를린 포이어바흐슈트라세역(Bahnhof Berlin Feuerbachstraße)은 베를린 슈테글리츠첼렌도르프구 슈테글리츠에 있는 반제선의 철도역이다. 반제선의 역 중 가장 나중에 건설된 역이다.
승강장 길이는 163 m이다. 아우토반 103호선은 역사 지하를 터널로 통과한다. 대합실 건물은 리하르트 브라데만(Richard Brademann)이 설계했으며, 건설 당시 예산은 700,000 라이히스마르크였다. 역에는 엘리베이터가 설치되어 있다. S반 역사 동쪽으로는 구 슈테글리츠 화물역 부지가 있다.

## 역사
1932년에 착공했으며 계획된 역명은 펠트슈트라세(Feldstraße)역이었다. 반제선 전철화 완공일인 1933년 5월 15일에 개통했다. 개통 당시 반경 1 km 이내 역세권 인구는 약 22,000명이었다.
제2차 세계 대전으로 파괴된 후 1945년 7월 6일에 재개통했다. 전쟁으로 파괴된 대합실은 1951년-1952년에 개보수되었다. 1965년 9월 14일부터 1966년 10월 21일까지 역 일대 아우토반 103호선 건설 공사를 위하여 남서쪽에 목제 임시승강장이 설치되었다. 서베를린 S반 파업으로 인하여 1980년 9월 18일부터 반제선의 영업이 중단되었고, 서베를린 BVG로 영업권이 양도된 1984년 1월 9일 이후에는 노선 재건설이 진행되었다. 대합실 건물 안전진단 이후 원형을 복원한 형태로 재건축이 진행되었다.

## 인접 철도역
베를린 버스 M76, X76, 181, N81번과 환승할 수 있다.
| 베를린 S반                     | 베를린 S반 | 베를린 S반                      |
| ------------------------------ | ---------- | ------------------------------- |
| 프리데나우 오라니엔부르크 방면 | S1         | 라트하우스 슈테글리츠 반제 방면 |

## 참고 문헌
- Michael Braun, Udo Dittfurth (2004).  Berliner S-Bahn-Museum, 편집. 《Die elektrische Wannseebahn. Zeitreisen mit der Berliner S-Bahn durch Schöneberg, Steglitz und Zehlendorf》. Berlin: Verlag GVE. ISBN 3-89218-085-7.